# Milgroim

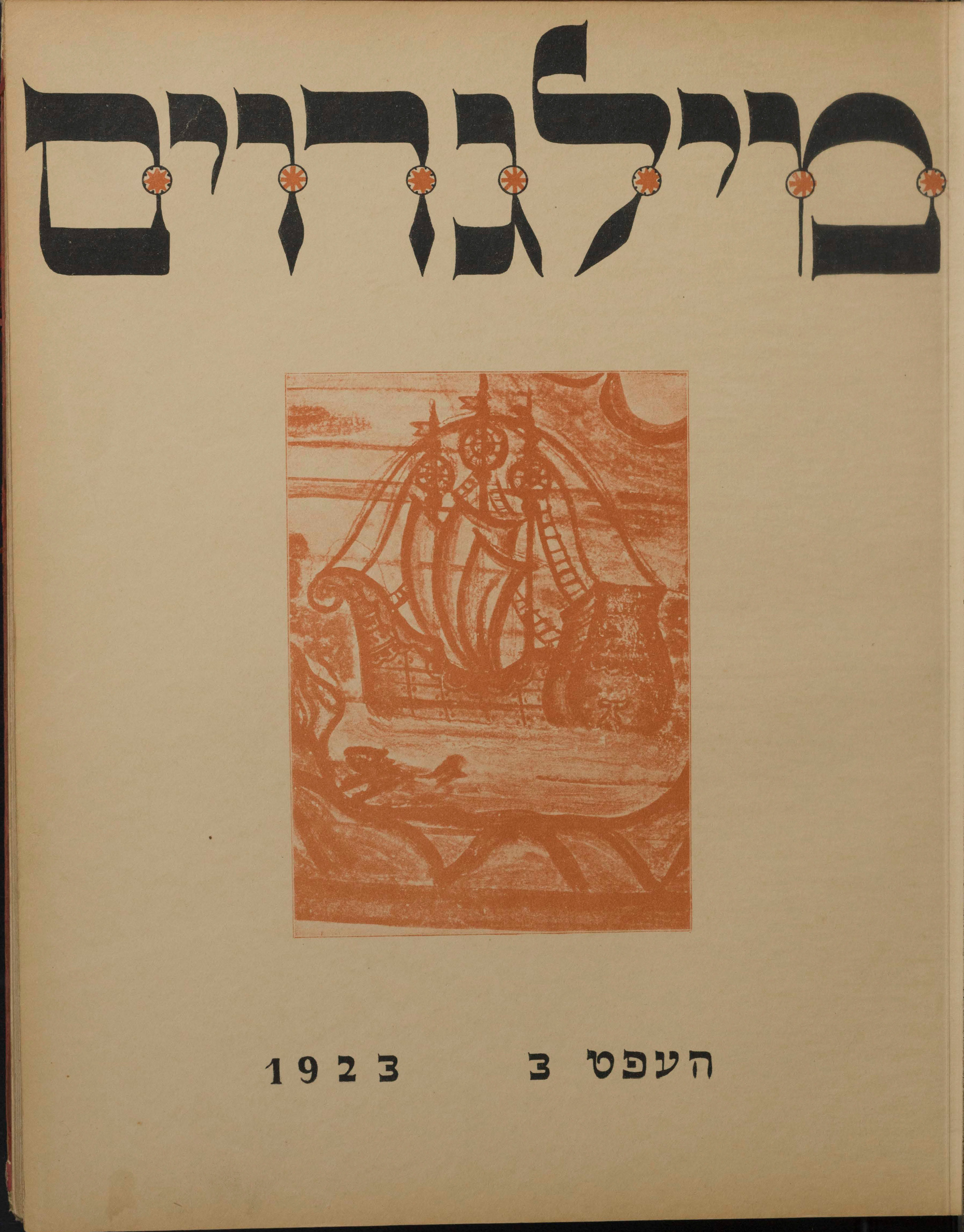
Milgroim Heft 3 1923

Milgroim. Zeitschrift für Kunst und Literatur (Milgroim : tzeiṭšrifṭ far kunsṭ un liṭeraṭur) war eine jiddische Kulturzeitschrift, die zwischen 1922 und 1924 in Berlin im Verlag Rimon herausgegeben wurde.
Milgroim wurde von Mark Wischnitzer und Rachel Wischnitzer gegründet. Mitherausgeber der ersten Nummer waren David Bergelson und Der Nister. Parallel dazu erschien im selben Verlag die hebräischsprachige Zeitschrift Rimon in einer ähnlichen Aufmachung. Franziska Baruch entwarf die Typographie des Zeitschriftentitels für beide Ausgaben. Es erschienen sechs Nummern, danach wurde das Erscheinen eingestellt. Das Inhaltsverzeichnis der Zeitschrift war in Jiddisch und in Englisch, zu den Artikeln gab es jeweils eine kurze englische Zusammenfassung. Die Annoncen zu Büchern waren auch in Russisch oder Hebräisch abgefasst.
Die dargestellten Themen waren aus der europäischen Kunstgeschichte und Gegenwartskunst gegriffen, so gab es Aufsätze zu Leonardo da Vinci, Paul Cezanne und Max Liebermann sowie zur islamischen Kunst. Philosophische Beiträge behandelten Laotse, Buddha, Hippolyte Taine, den Chassidismus und den aktuellen Oswald Spengler.  In jiddischer Übersetzung wurden  Der tote Gabriel von Arthur Schnitzler, Auszüge aus Arno Holz’ Phantasus und Hugo von Hofmannsthals Ballade des äusseren Lebens abgedruckt. Die Zeitschrift bot den jiddischen Gegenwartsdichtern David Bergelson, David Hofstein, Moische Kulbak, Leib Kwitko, Der Nister und Joseph Opatoshu Raum.
Die Zeitschrift vertrat keine Richtung, sie war ein breites Forum verschiedener Strömungen, sie hatte daher in der ersten Nummer auch keinen programmatischen Aufruf, ihr heimliches Programm war das Nebeneinander. In der ersten Ausgabe von Milgroim beschrieb David Hofstein, der ebenfalls aus der Sowjetunion emigriert war, mit dem Lied meiner Indifferenz sein Gefühl der Desorientierung, was in derselben Ausgabe auch Bergelson mit dem expressionistischen Text Der vollzogene Aufbruch (Der geschejener oifbroch) zum Ausdruck brachte. In der Auseinandersetzung um die Ausrichtung der Zeitschrift zogen sich Nister und Bergelson nach der ersten Ausgabe zurück, derweil Rachel Wischnitzer in der vierten Ausgabe eine überreligiös fundierte Kunst propagierte.
Neben Milgroim wurde auch die jiddische Zeitschrift Der Onheyb (Der Anfang), herausgegeben von David Einhorn, Shemaryahu Gorelik und Max Weinreich, in Berlin gegründet. Kalman Singman brachte in Berlin einen jiddischen Kunstring-Almanach heraus. Vom jiddischen Warschauer Journal Albatros erschien 1923 eine Nummer in Berlin. Daneben boten die jiddischsprachigen Organisationen Poale Zion in Unzer Bavegung, der Allgemeine jüdische Arbeiterbund in Das Fraye Vort und der Verband der Ostjuden in Der Mizrekh Yid auch Platz für Feuilletons und Kunstbeiträge. Aus den Zentren der jiddischen Kultur in Osteuropa wurde das vermeintliche Vorhaben, in Berlin einen neuen Mittelpunkt der jiddischen Kultur zu etablieren, scharf kritisiert. Tatsächlich kehrten die Verlage und die meisten der jiddischen Autoren noch in den 1920er Jahren in die Länder ihrer Leser nach Wilna, Warschau, Moskau, Kiew und Odessa zurück, die Berliner Kulturzeitschriften wurden eingestellt.